# Тахаа
Тахаа (фр. Tahaa) — один из Подветренных островов архипелага Острова Общества (Французская Полинезия). Расположен в 230 км к западу от Таити.

## География
Вместе с островом Раиатеа образует единую лагуну. Имеет округлую форму. Высшая точка — гора Охири (Ohiri). Остров имеет вулканическое происхождение.

## История
В 1925 и 1960 годах на Тахаа велись археологические раскопки, в результате которых на восточном берегу острова было найдено большое количество древних сооружений, построенных полинезийцами.
В XVIII и XIX веках на Тахаа велись кровопролитные войны между королями Бора-Бора и Раиатеа. В 1770 году остров был завоёван королём Тапоа I с острова Бора-Бора, однако в 1818 году он был отвоёван королём Таматоа III с острова Раиатеа. Первые протестантские миссионеры появились на Тахаа в 1822 году. В 1847 году между Британией и Францией было подписано соглашение, по которому Подветренным островам предоставлялась независимость. В скором времени после восстания жителей Тахаа против тирании Таматоа V остров приобрел автономию. Однако в 1888 году Тахаа был аннексирован Францией.

## Административное деление
В административном отношении Тахаа представляет собой коммуну (муниципалитет) административной единицы Подветренные Острова. Административный центр коммуны — поселение Патио.

## Население
Число жителей на 2007 год составляло 5003 человек.

## Экономика
Основным занятием местных жителей является сельское хозяйство (производство копры, выращивание ванили) и рыболовство.